# Roselle (Illinois)
Roselle è un comune degli Stati Uniti d'America, situato nell'Illinois, nella contea di DuPage e in parte nella contea di Cook.